# Csapodi Csaba
Fejéregyházi Csapodi Csaba (Budapest, 1910. szeptember 28. – Budapest, 2004. április 30.) a Magyar Tudományos Akadémia Könyvtára, Kézirattára és Régi Könyvek Gyűjteményének osztályvezetője, címzetes egyetemi tanár, az irodalomtudomány doktora. Testvére volt Csapody Vera.

## Életpályája
A nemesi származású fejéregyházi Csapodi családban született. Édesapja, a neves szemészprofesszor fejéregyházi dr. Csapody István (1857–1912) egyetemi tanár, 1905. szeptember 19-én szerzett nemességet és nemesi előnevet I. Ferenc József magyar királytól. Csaba, apjának nyolcadik gyermeke volt. Édesanyja nemesmiliticsi Allaga Vilma (1867–1942) volt. Anyai nagyszülei nemesmiliticsi Allaga Géza (†1913) és ponori Török Róza (†1891) voltak. Testvére fejéregyházi dr. Csapody Vera (1890–1985) állami díjas botanikus, matematika–fizika tanár, növényrajzoló volt.
A budapesti Királyi Magyar Pázmány Péter Tudományegyetem bölcsészeti karán 1933-ban történelem-földrajz szakon középiskolai tanári és bölcsészdoktori oklevelet szerzett. Ösztöndíjasként Bécsben folytatott levéltári kutatásokat. 1934-ben az Országos (Széchényi) Könyvtárba került, majd néhány évre az Országos Magyar Történeti Múzeumban a főigazgató titkáraként dolgozott.
Alapításától, 1942-től kezdve a Teleki Pál Tudományos Intézet Magyar Történettudományi Intézetének munkatársa az intézet megszüntetéséig, 1949 elejéig. Kutatásait az újkori magyar művelődés- és gazdaságtörténet terén végezte. 1946-ban a budapesti egyetem bölcsészeti karának magántanárává habilitálták. 1949-1951 között ismét az Országos Széchényi Könyvtárban, majd az Egyetemi Könyvtárban, utána az Országos Könyvtári Központban dolgozott, míg végül a Magyar Tudományos Akadémia Könyvtárába került 1951-ben, mint a Kézirattár helyettes osztályvezetője, 1957-től pedig a Kézirattár és Régi Könyvek Gyűjteménye vezetője. 1975. december 31-én innen vonult nyugdíjba.
Széleskörű munkásságot fejtett ki, számos országban folytatott könyvtörténeti kutatásokat. Számos publikációja jelent meg könyvtári szakkérdésekről is. Az ötvenes évektől kutatási területét a 15. század könyvtörténete, elsősorban a Corvina-könyvtár vizsgálata képezte. 1958-tól kezdődően jelentek meg közleményei a Corvina-könyvtár egyes kérdéseiről. A külföldi kutatóutak - Csapodi Csabáné dr. Gárdonyi Kláráéhoz hasonlóan - új Korvinák felfedezését tették lehetővé. Ezen kutatással párhuzamosan készült el a világon szétszóródott Korvinák reprezentatív kötete: a Bibliotheca Corviniana.
A kandidátusi és a tudományok doktora fokozatot 1974-ben (A Corvina-könyvtár története és állománya), illetve 1978-ban (A Janus Pannonius-szöveghagyomány) című disszertációival nyerte el. Az Országos Könyvtárügyi Tanács és a Magyar Tudományos Akadémia több munkabizottságának volt tagja, a Középkori Munkabizottságnak társelnöke. 1992-ben a Magyarok Világkongresszusán, Budapesten előadást tartott Nemzettudat és történettudomány címmel. Mint címzetes egyetemi tanár kodikológiát adott elő az ELTE Bölcsészettudományi Karának Történeti Segédtudományok Tanszékén.

## Díjai, elismerései
- 1944 Baumgarten-jutalom
- 1976 Akadémiai Díj (I. oszt.)
- 1993 Magyar Köztársasági Érdemrend tisztikeresztje
- 1995 Széchenyi-díj – A magyar könyvtárügy fejlesztésében, az egyetemi könyvtárosképzésben és -továbbképzésben elért kiemelkedő teljesítményéért, a kódexkutatásban külföldön is elismert tudományos munkásságáért.[11]
- 1999 Szent István Akadémia tagja
- 2002 Jubileumi csokor Csapodi Csaba tiszteletére. Tanulmányok (szerk. Rozsondai Marianne). Budapest.
- 2015 Magyar Örökség díj

## Művei
- Az Esterházyak alsólendvai uradalmának gazdálkodása a XVIII. sz. első felében; Kovács Nyomda, Bp., 1933 (Tanulmányok a magyar mezőgazdaság történetéhez, 6.)
- A legnagyobb magyar; szövegrajzok Szalmás Béla; Stádium Nyomda, Bp., 1941 (Nemzeti könyvtár, 38-39.)
- Társadalmi kérdés és katolicizmus Magyarországon; Egyetemi Nyomda, Bp., 1941 (Balassi Bálint könyvtár, 3.)
- A magyar barokk; Magyar Szemle Társaság, Bp., 1942 (Kincsestár. A Magyar Szemle Társaság kis könyvtára, 16.)
- Bars megye verebélyi járásának nemzetiségi viszonyai az új korban; Magyar Történettudományi Intézet, Bp., 1942 (különlenyomat a Magyar Történettudományi Intézet Évkönyvéből)
- Eszterházy Miklós nádor. 1583-1645; Franklin-Társulat, Bp., 1942 (Magyar életrajzok)
- Berlász Jenő–Csapodi Csaba: Világtörténelem. A francia forradalomtól napjainkig. A gimn. 6., a líceumok és a gazdasági középiskolák 2. oszt. számára; Szikra, Bp., 1945 (Ideiglenes történelemtankönyv sorozat)
- A legrégibb magyar könyvtár belső rendje pannonhalmi könyvtár a XI. században; Akadémiai, Bp., 1957 (A Magyar Tudományos Akadémia Könyvtárának kiadványai)
- Berlász Jenő: Kéziratok katalogizálása; szerk. Csapodi Csaba; Országos Könyvtárügyi Tanács, Bp., 1958 (Az Országos Könyvtárügyi Tanács kiadványai, 3.)
- Könyvkonzerválás és restaurálás a Magyar Tudományos Akadémia könyvtárában; Akadémiai, Bp., 1958 (A Magyar Tudományos Akadémia Könyvtárának kiadványai, 10.)
- Mikor pusztult el Mátyás király könyvtára?; Akadémiai, Bp., 1961 (A Magyar Tudományos Akadémia Könyvtárának Közleményei, 24.)
- Mikor szűnt meg Mátyás király könyvfestő műhelye?; Akadémiai, Bp., 1963 (A Magyar Tudományos Akadémia Könyvtárának közleményei, 34.)
- Beatrix királyné könyvtára; Bp., 1964 (A Magyar Tudományos Akadémia Könyvtárának kiadványai, 41.)
- Conservation of the Manuscript and Old Book Collections at the Library of the Hungarian Academy of Sciences. Methods and results. 1949-1964 / Állományvédelmi módszerek és eredmények az Akadémiai Könyvtár Kézirattárában és Régi-könyv Gyűjteményében; Magyar Tudományos Akadémia Könyvtára, Bp., 1965 (A Magyar Tudományos Akadémia Könyvtárának közleményei, 44.)
- 1967-1990 Bibliotheca Corviniana. Budapest. (társszerk. Csapodiné Gárdonyi Klára)
- A Magyar Tudományos Akadémia Könyvtárának ősnyomtatvány-gyűjteménye; Magyar Tudományos Akadémia Könyvtára, Bp., 1967 (A Magyar Tudományos Akadémia, Könyvtárának közleményei, 53.)
- Bibliotheca Corviniana. Vándorkiállítás Erdélyben. Expoziţie itinerantă în Transilvania; összeáll. Csapodi Csaba, Csapodiné Gárdonyi Klára, bev. Klaniczay Tibor; Magyar Helikon–Európa, Bp., 1967
- Bibliotheca Corviniana. The library of King Mathias Corvinus of Hungary; összeáll., bev. és jegyz. Csapodi Csaba, Csapodiné Gárdonyi Klára, angolra ford. Horn Zsuzsanna; Praeger, New York–Washington, 1969 (Books that matter)
- Bibliotheca Corviniana. Die Bibliothek des Königs Matthias Corvinus von Ungarn; összeáll. Csapodi Csaba, Csapodiné Gárdonyi Klára, németre ford. Engl Géza, Rusz Tibor; Herbig, München–Berlin, 1969
- Das ungarische Bibliothekswesen. Vergangenheit und Gegenwart; összeáll. Csapodi Csaba, szerk. Josef Stummvoll, Walter G. Wieser; Österr. Inst. für Bibliotheksforschung, Wien, 1971 (Biblos-Schriften, 63.)
- A "Magyar Codexek" elnevezésű gyűjtemény; Magyar Tudományos Akadémia Könyvtára, Bp., 1973 (A Magyar Tudományos Akadémia Könyvtára Kézirattárának katalógusai, 5.)
- The Corvinian Library. History and stock; angolra ford. Gombos Imre; Akadémiai, Bp.,1973 (Studia humanitatis, 1.)
- Csapodi Csaba: Az Anonymus-kérdés története. Budapest: Magvető. 1978.  = Gyorsuló idő,  ISBN 963 270 725 7
- A Janus Pannonius-szöveghagyomány; Akadémiai, Bp., 1981 (Humanizmus és reformáció, 10.)
- Bibliotheca Corviniana. The library of king Matthias Corvinus of Hungary; 2. jav. kiad; összeáll. Csapodi Csaba, Csapody-Gárdonyi Klára, angolra ford. Horn Zsuzsanna; Corvina–Magyar Helikon, Bp., 1981 (francia nyelven is)
- A budai királyi palotában 1686-ban talált kódexek és nyomtatott könyvek; MTA Könyvtára, Bp., 1984 (A Magyar Tudományos Akadémia Könyvtárának közleményei)
- Brodarics István (Stephanus Brodericus): De conflictu Hungarorum cum Solymano Turcarum imperatore ad Mohach historia verissima / Oratio ad Adrianum VI. pontificem maximum; szerk. Kulcsár Péter, Csapodi Csaba; Akadémiai, Bp., 1985 (Bibliotheca scriptorum medii recentisque aevorum, 6.)
- Catalogus collectionis codicum Latinorum et Graecorum. K393– K500; összeáll. Csapodi Csaba, ford. Loránt István; MTA Könyvtára, Bp., 1985 (A Magyar Tudományos Akadémia Könyvtára Kézirattárának katalógusai, 16.)
- Csapodi Csaba–Tóth András–Vértesy Miklós: Magyar könyvtártörténet; Gondolat, Bp., 1987
- Bibliotheca Corviniana, 1490-1990. Nemzetközi Corvinakiállítás az Országos Széchényi Könyvtárban Mátyás király halálának 500. évfordulójára. 1990. április 6 - október 6.; bev. tanulmány és „A fennmaradt hiteles korvinák ismertetése” c. jegyzék Csapodi Csaba, Csapodiné Gárdonyi Klára; OSZK, Bp., 1990 (angol nyelven is)
- Csapodi Csaba–Csapodiné Gárdonyi Klára: Bibliotheca Hungarica. Kódexek és nyomtatott könyvek Magyarországon 1526 előtt 1-3.; MTAK, Bp., 1989-1994
- Bibliotheca Corviniana. Vándorkiállítás Erdélyben / Expoziţie itinerantă în Transilvania; 4. bőv., átdolg. kiad.; összeáll., kísérőtanulmány, jegyz. Csapodi Csaba, Csapodiné Gárdonyi Klára; Helikon, Bp., 1990
- Gróf Zichy Nándor élete és politikája. 1828-1911; METEM–Intern. Soc. for Encyclopedia of Church History in Hungary, Bp.–Toronto, 1993 (METEM-könyvek, 4.)
- Csapodi Csaba–Csapodiné Gárdonyi Klára: Ariadne. A középkori magyarországi irodalom kéziratainak lelőhelykatalógusa; MTAK, Bp., 1995 (A Magyar Tudományos Akadémia Könyvtárának közleményei)
- Régi magyar könyvtárak; in: Fejezetek a magyar művelődéstörténet forrásaiból. Gazda István válogatásában; Tárogató, Bp., 1996
- Janus Pannonius kódexei és címerhasználatának kérdése; in: Magyar Könyvszemle, 119. évf./2. sz
- A Corvina Könyvtár története
- Csapodi Csaba (2003):Teleki Pál "búcsúlevele" székfoglaló előadás a Szent István Tudományos Akadémián.